# Hălmeag, Brașov
Hălmeag (în dialectul săsesc Halmajen, în germană Halmagen, în maghiară Halmágy) este un sat în comuna Șercaia din județul Brașov, Transilvania, România.

## Istorie și demografie
Astăzi, dintr-o populație de 500 de locuitori, există 150 de enoriași ai cultului evanghelic-luteran, majoritatea acestora fiind de etnie maghiară. 
După anumite indicii, se bănuiește că în această zonă ar fi existat o cetate teutonă, amintită într-un document de dată ceva mai târzie, sub denumirea latină de castrum Halmagen.
În anul 1733, când episcopul român unit cu Roma (greco-catolic) Inocențiu Micu-Klein a dispus organizarea unui recensământ în Ardeal, în localitatea Hălmeag, au fost recenzate 28 de familii românești, adică vreo 140 de români. La vremea aceea, în Hălmeag, nu exista biserică românească. În registrul recensământului (conscripțiunii), denumirea localității era trecută cu ortografie maghiară: Halmágy, întrucât rezultatele conscripțiunii erau destinate unei comisii formate din neromâni, în majoritate maghiari.
În prezent, localitatea Hălmeag are circa 500 de locuitori.

## Monumente

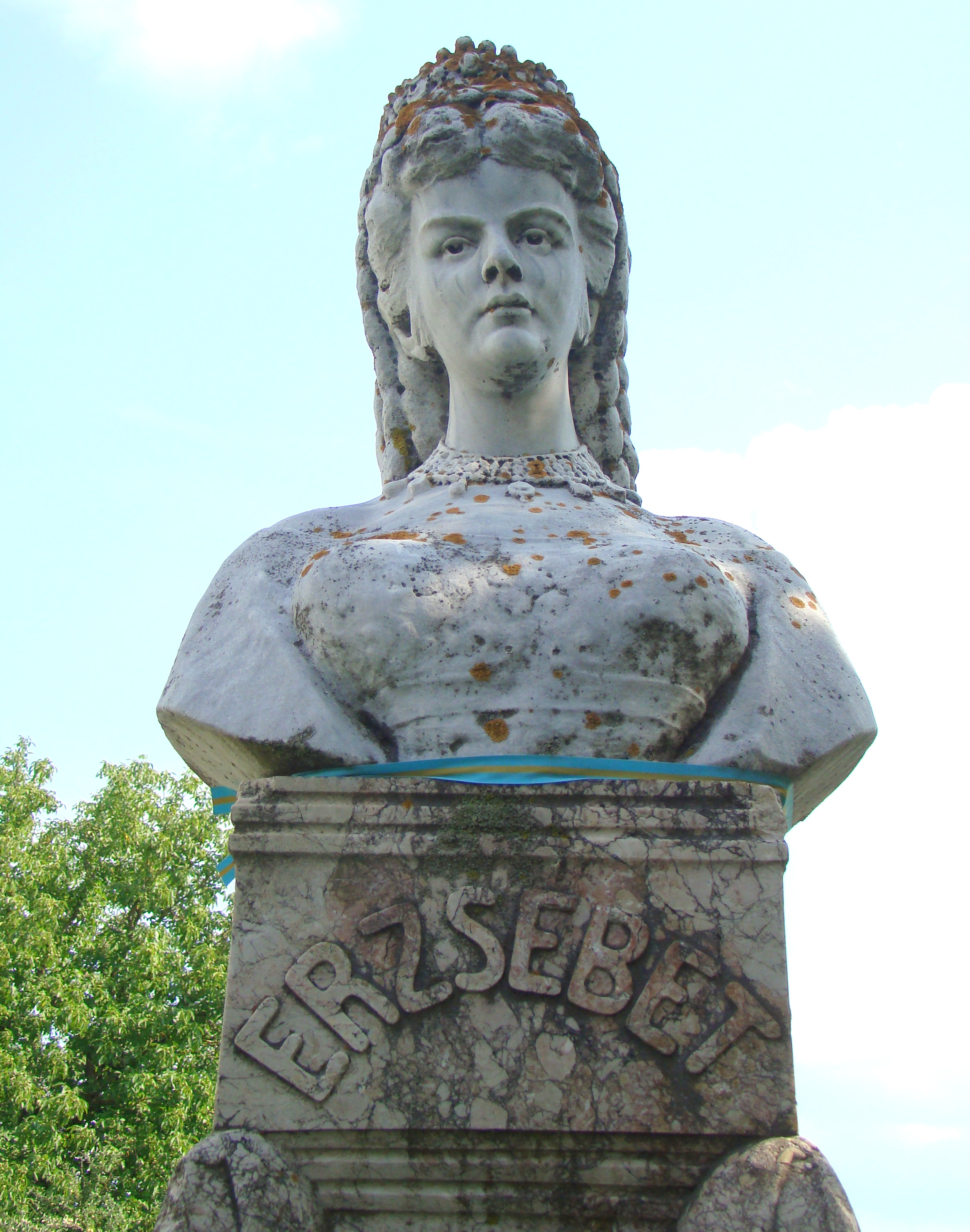
Bustul lui Sisi, împărăteasa Austriei

- Biserica evanghelică-luterană fortificată din Hălmeag a fost construită în a doua jumătate a secolului al XI-lea, care ilustrează faza de trecere de la romanic la gotic, sub influența cisterciană. Portalul vestic este cel mai bine păstrat, iar în sculptura consolelor și a cheilor de boltă se întâlnesc elemente figurative. Este a doua ca vechime din Transilvania, după biserica fostei mănăstiri cisterciene din Cârța. Biserica, cu trei nave, a fost restaurată în anul 1979. Biserica a fost atestată în 1211 și există un document de donație către comunitatea din Hălmeag de la acea vreme. Până în 1542, biserica a fost romano-catolică, an în care Johannes Honterus a dat un edict de schimbare a religiei, de adoptare a Reformei. 
  - Turnul-clopotniță al bisericii evanghelice-luterane din Hălmeag
  - În curtea bisericii se află un bust care o reprezintă pe Elisabeta, împărăteasa Austriei, cunoscută pe numele de Sisi.[4]
  - În curtea bisericii a fost așezat un monument dedicat Ecaterinei Varga, fiică a satului.
- Biserica ortodoxă „Sf. Nicolae” (secolul al XIX-lea), filie a parohiei Bisericii ortodoxe „Sf. Nicolae” din Șercaia[5].
- Situl arheologic de la Hălmeag

## Atracții turistice
Evenimente mai importante în acest sat sunt Zilele Hălmeagului (în august, cu slujbe religioase, parade ale portului popular, spectacole folclorice și petreceri câmpenești) și târgurile de mărfuri și animale (pe 11 mai și 15 octombrie).

## Personalități
- Ecaterina Varga (1802 - circa 1858), conducătoare a luptei țăranilor din Munții Apuseni (1840 - 1847), supranumită Doamna Moților, s-a născut la Hălmeag. A fost prinsă prin vicleșug[6], la 5/17 ianuarie 1847, în localitatea Bucium Poieni și închisă la Alba Iulia, între anii 1847 - 1851.

## Vezi și
- Biserica fortificată din Hălmeag

## Imagini

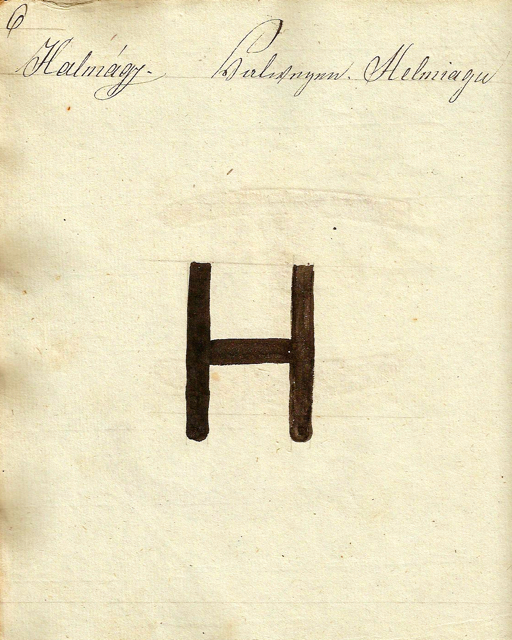
1826 - Danga pentru vitele din Hălmeag
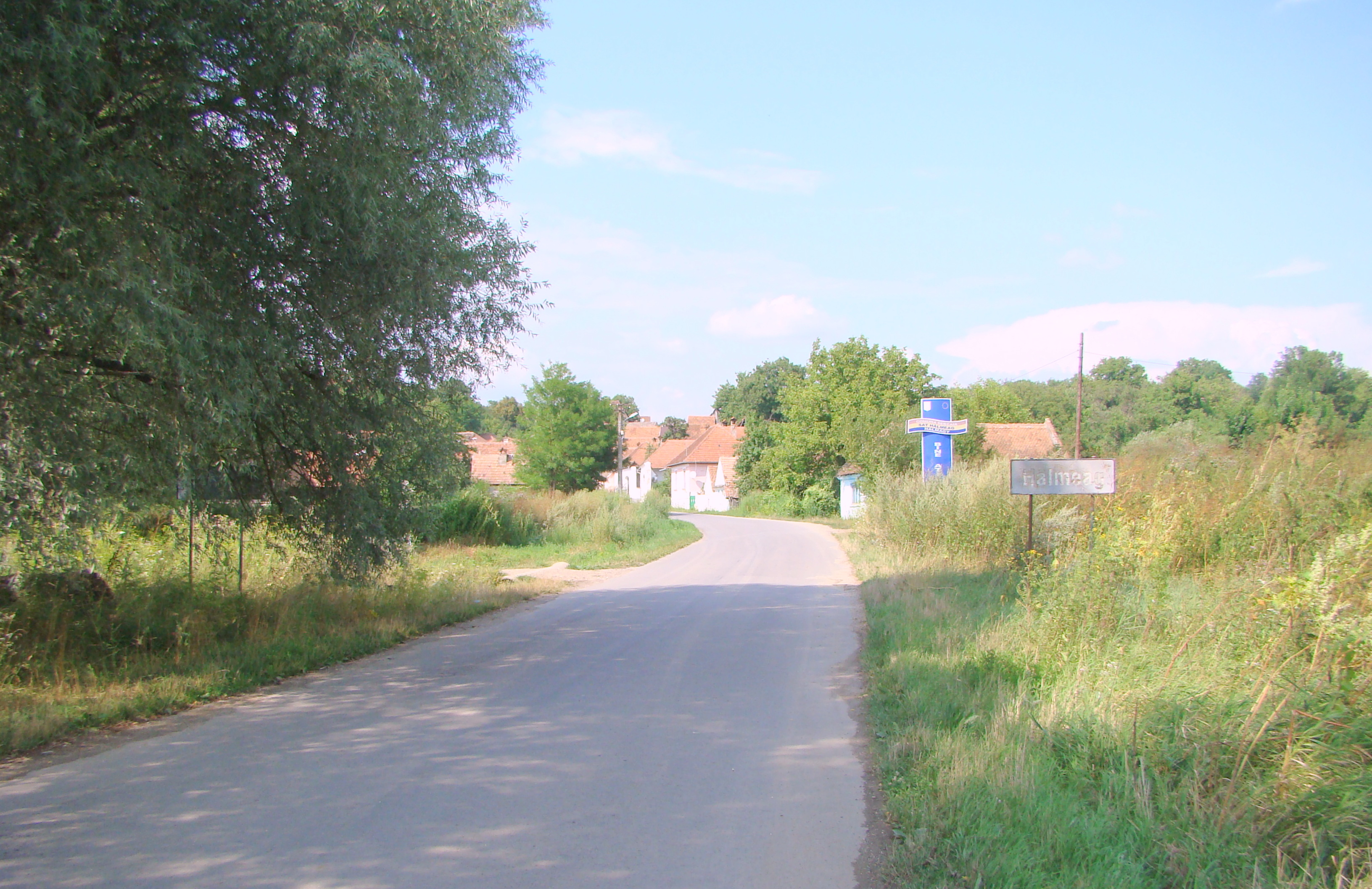
Intrarea în localitate
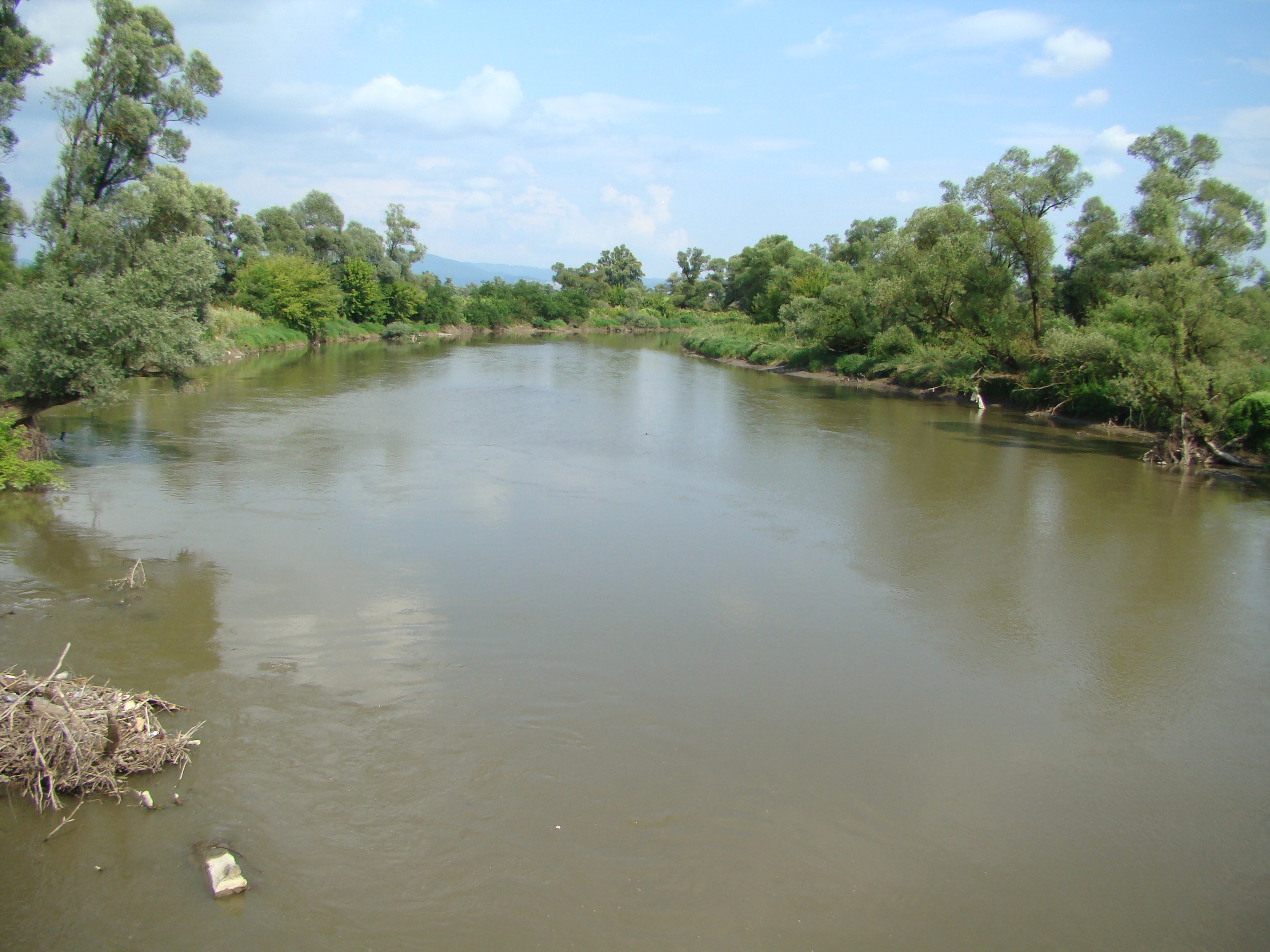
Râul Olt la Hălmeag
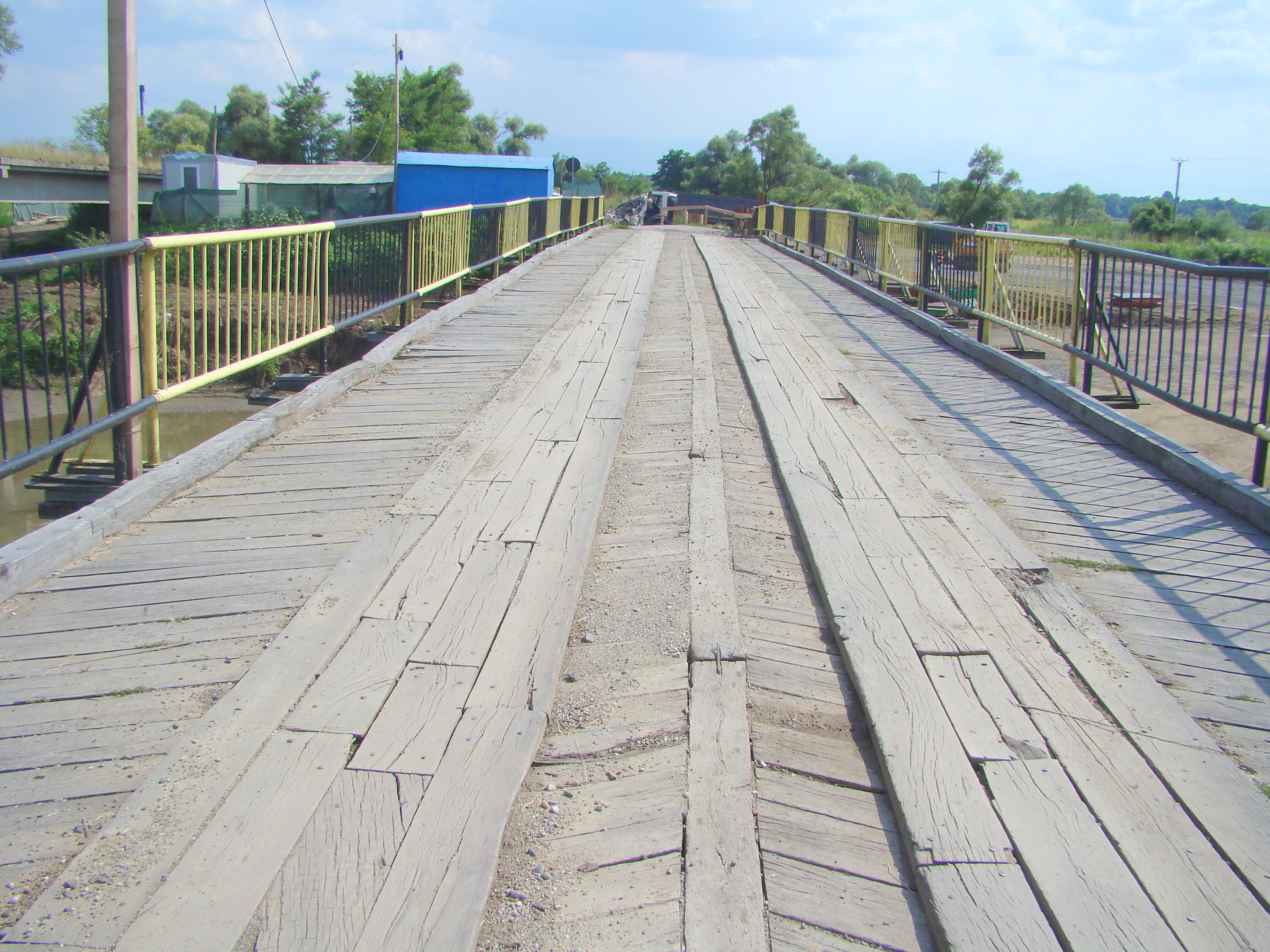
Podul vechi de lemn peste Olt
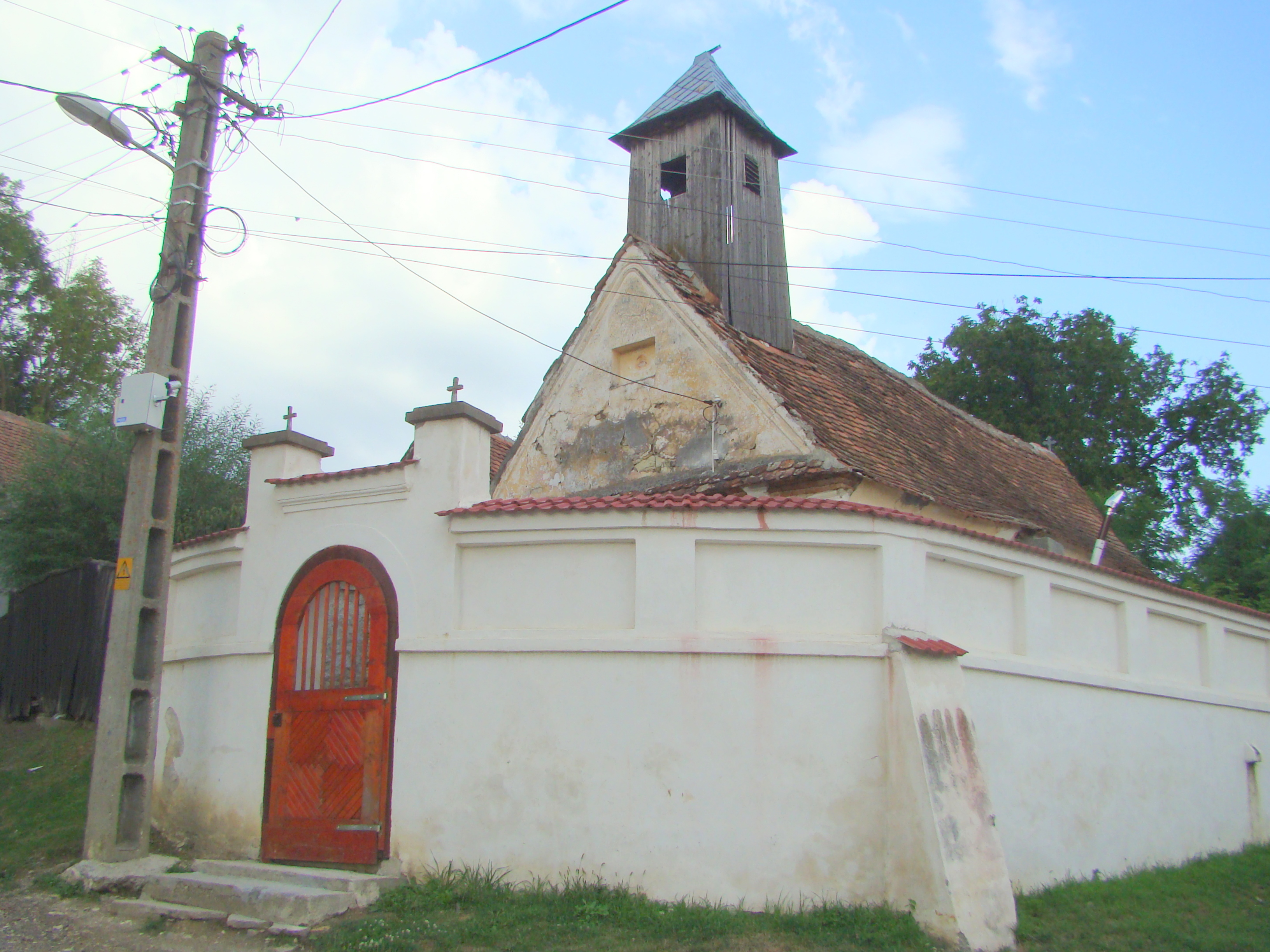
Biserica „Sfântul Ierarh Nicolae”
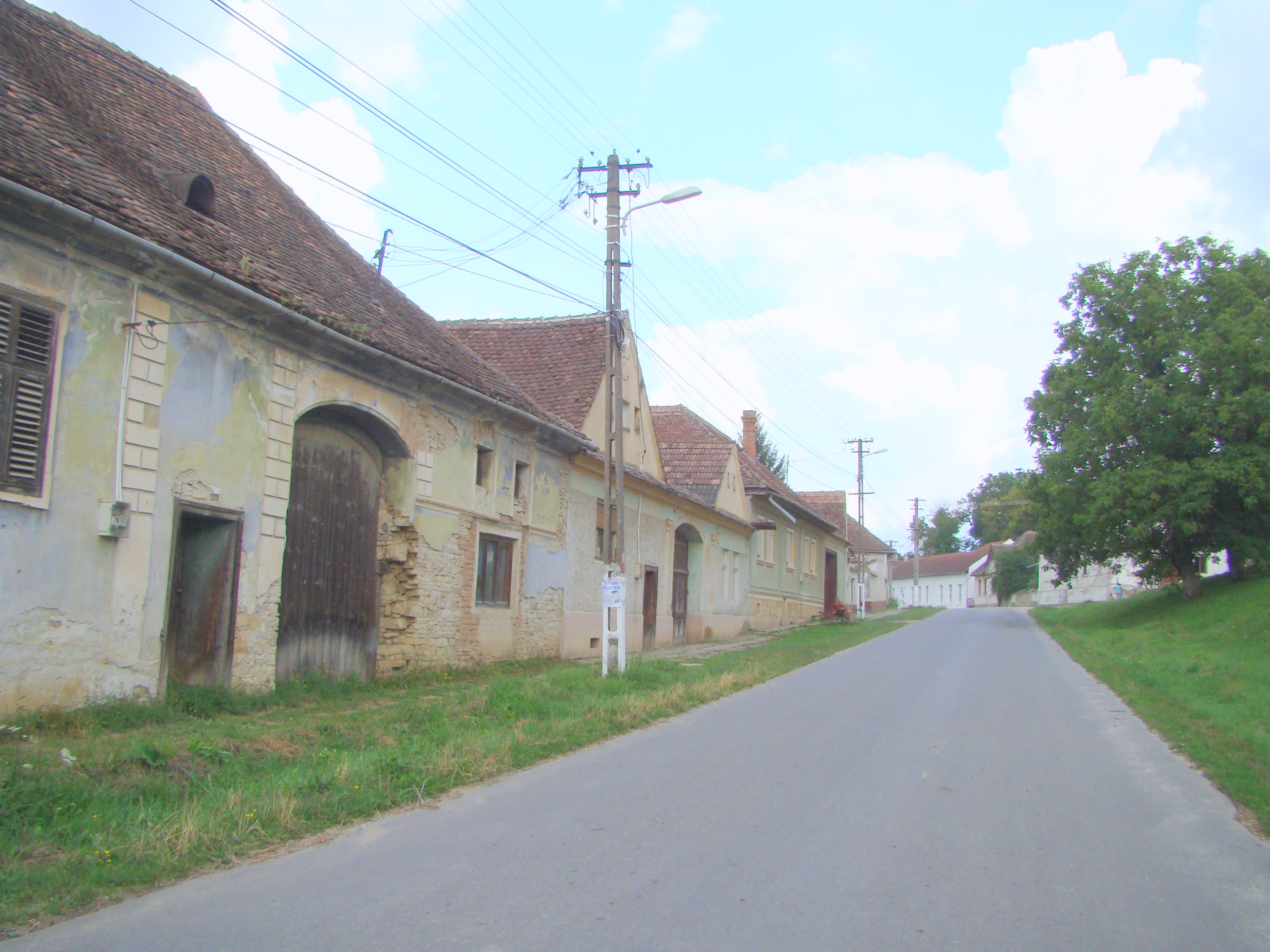
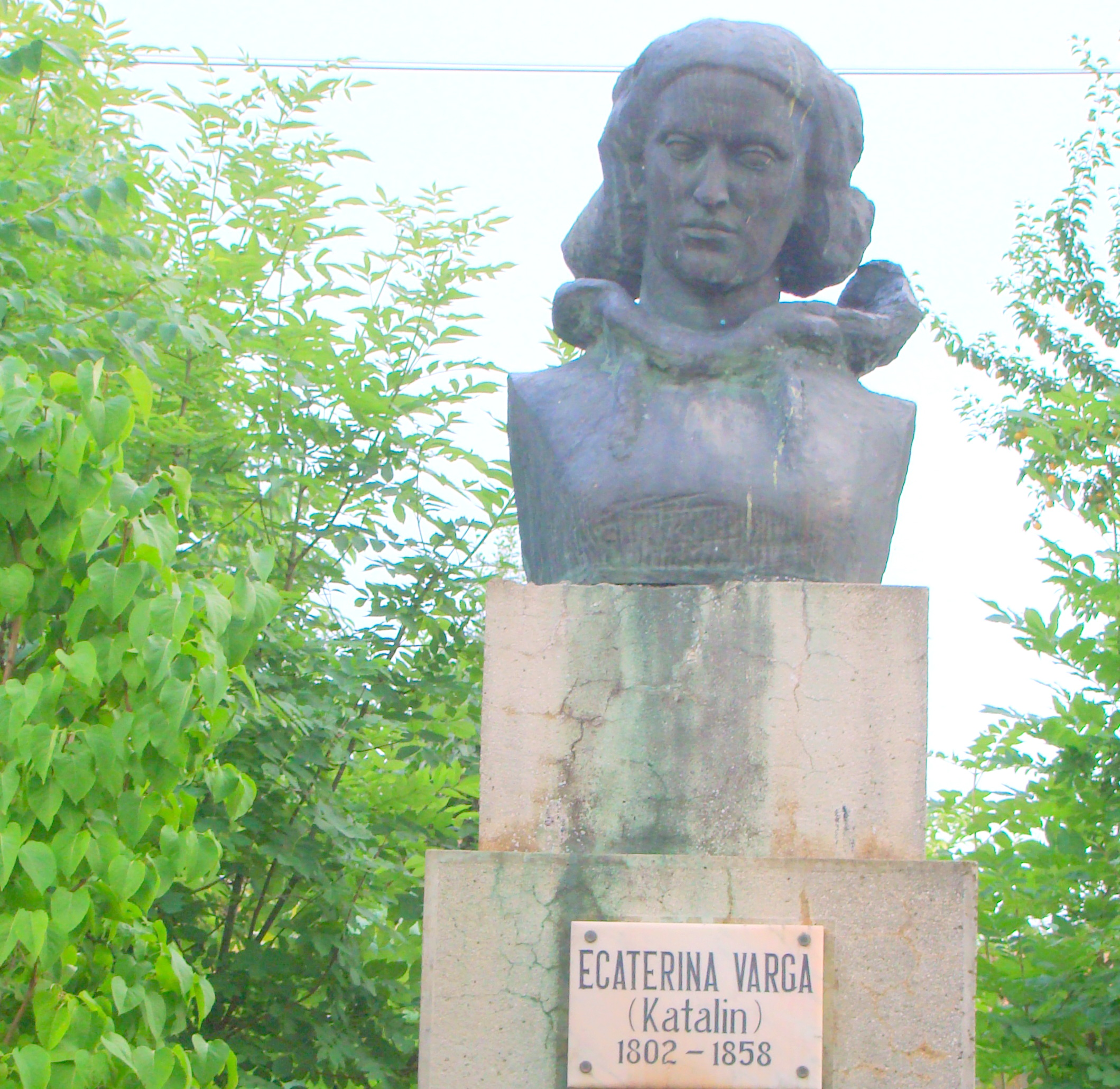
Bustul Ecaterinei Varga
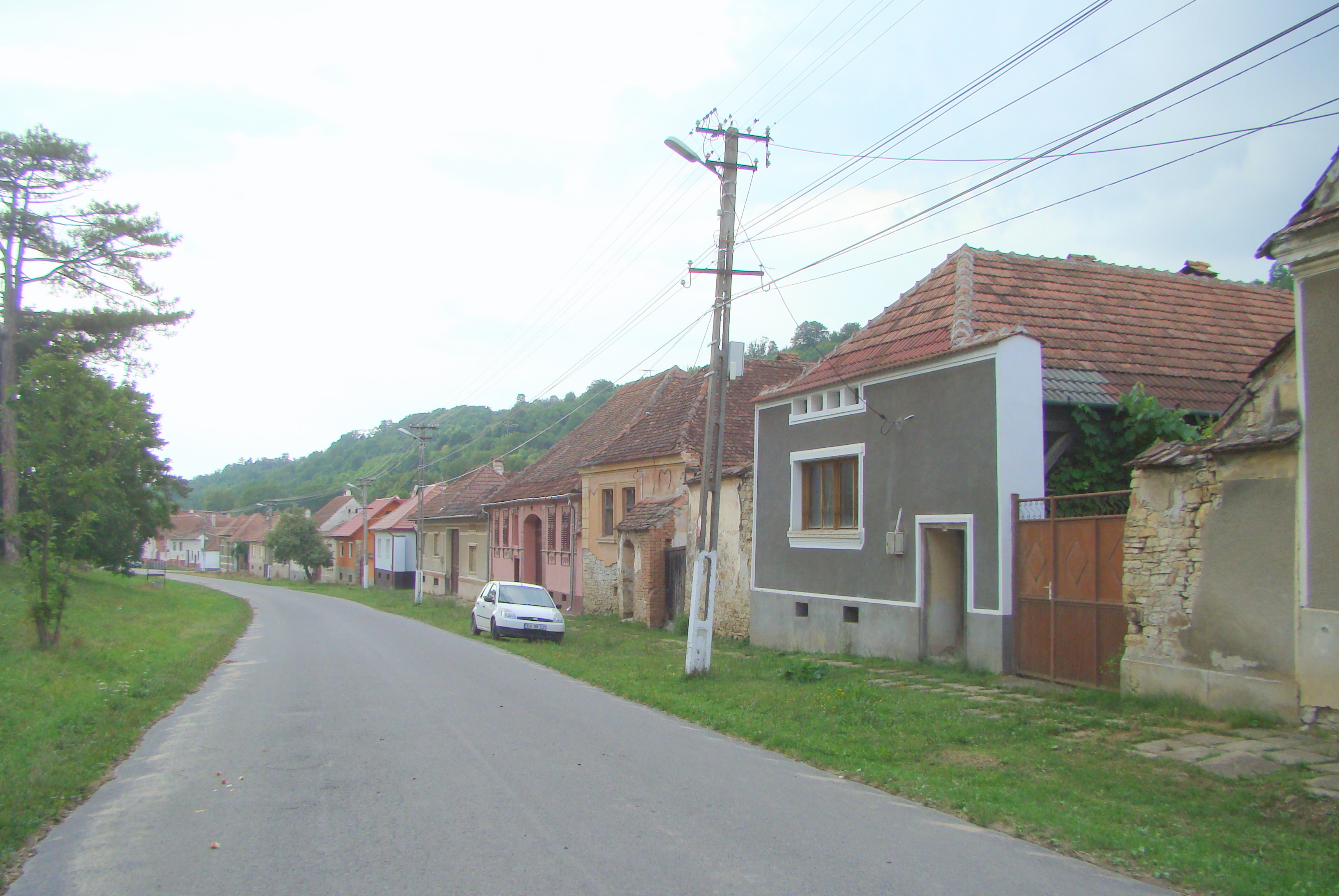
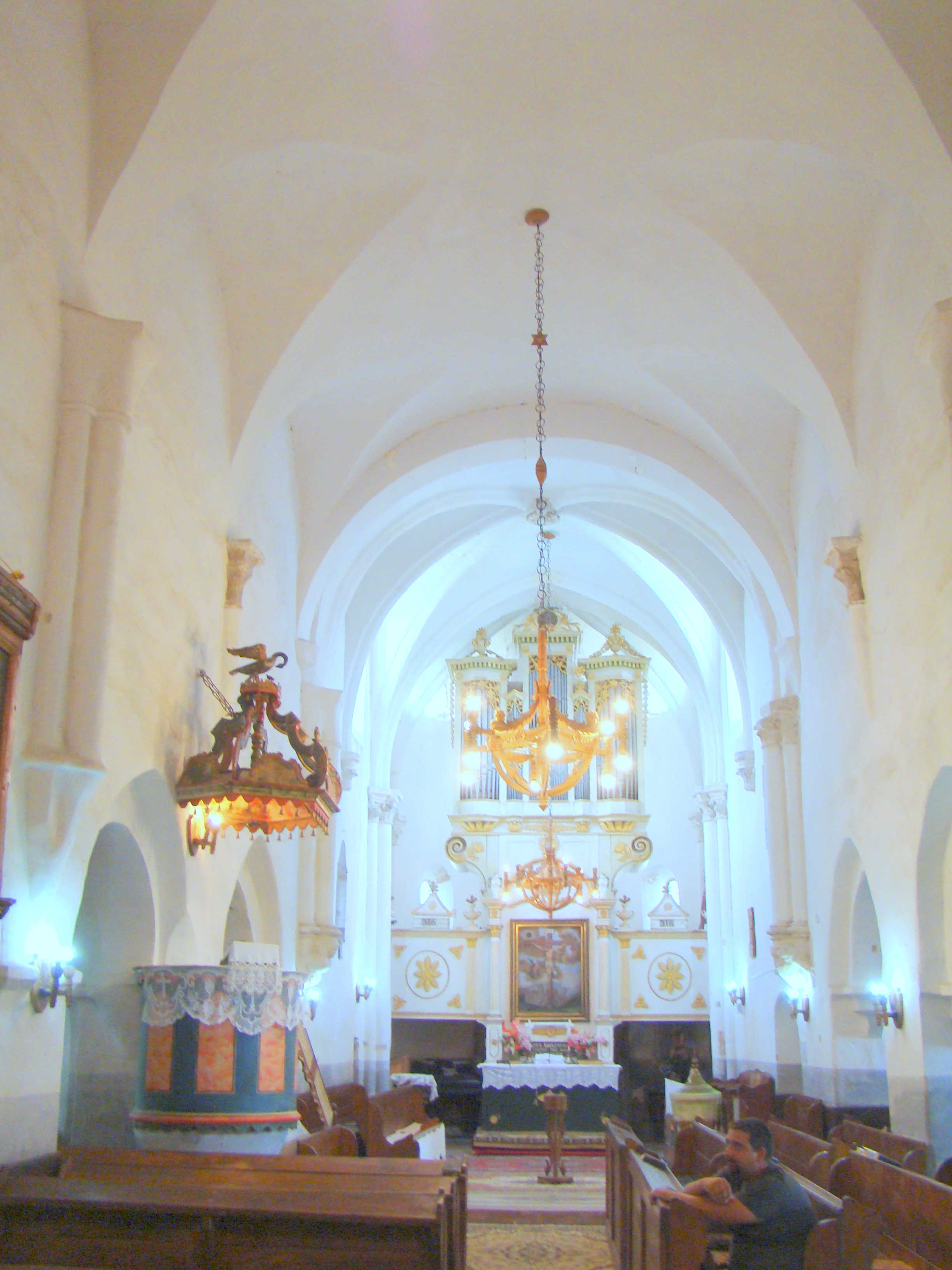
Biserica evanghelică (monument istoric)
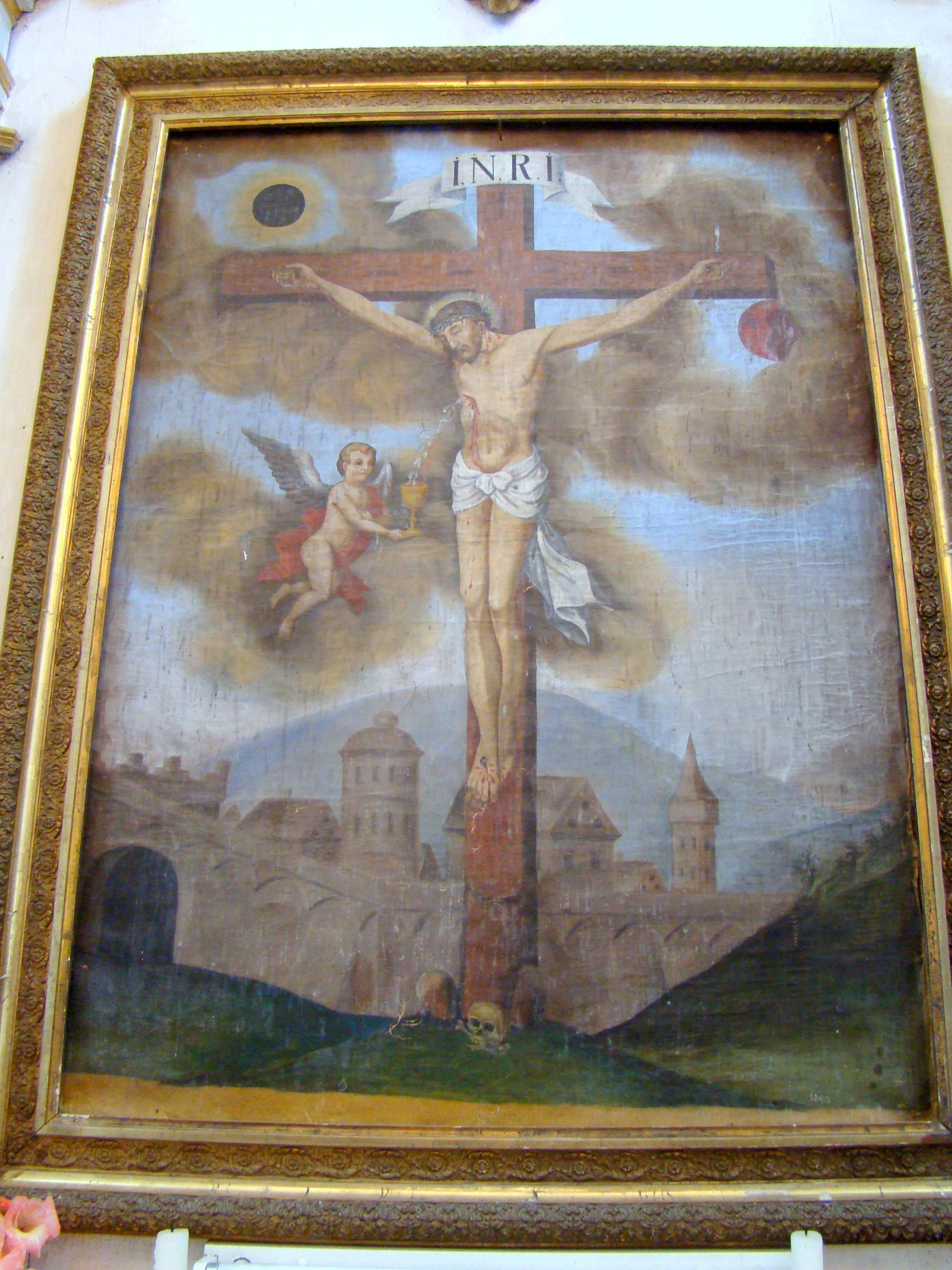
Altarul bisericii evanghelice
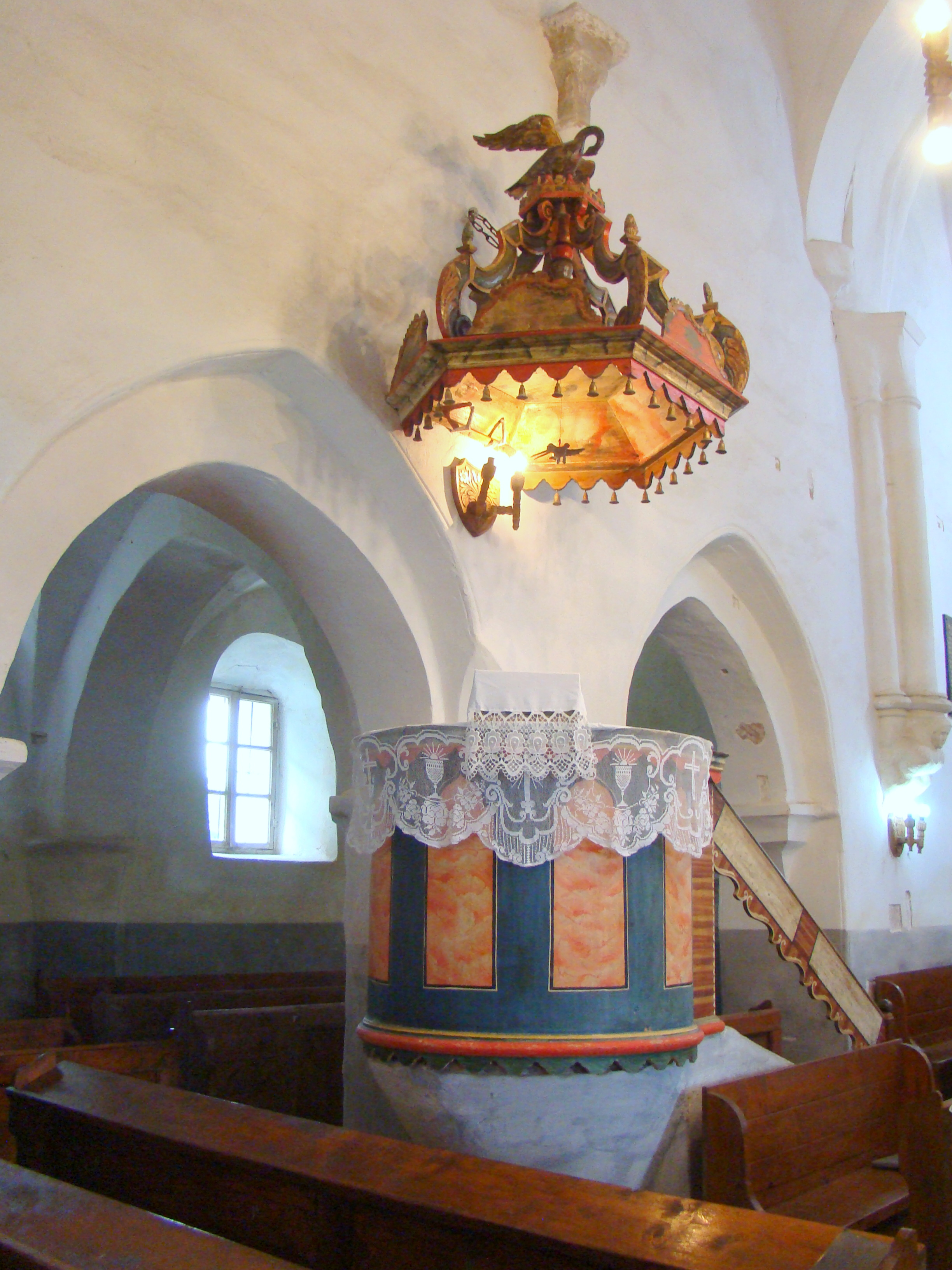
Amvonul
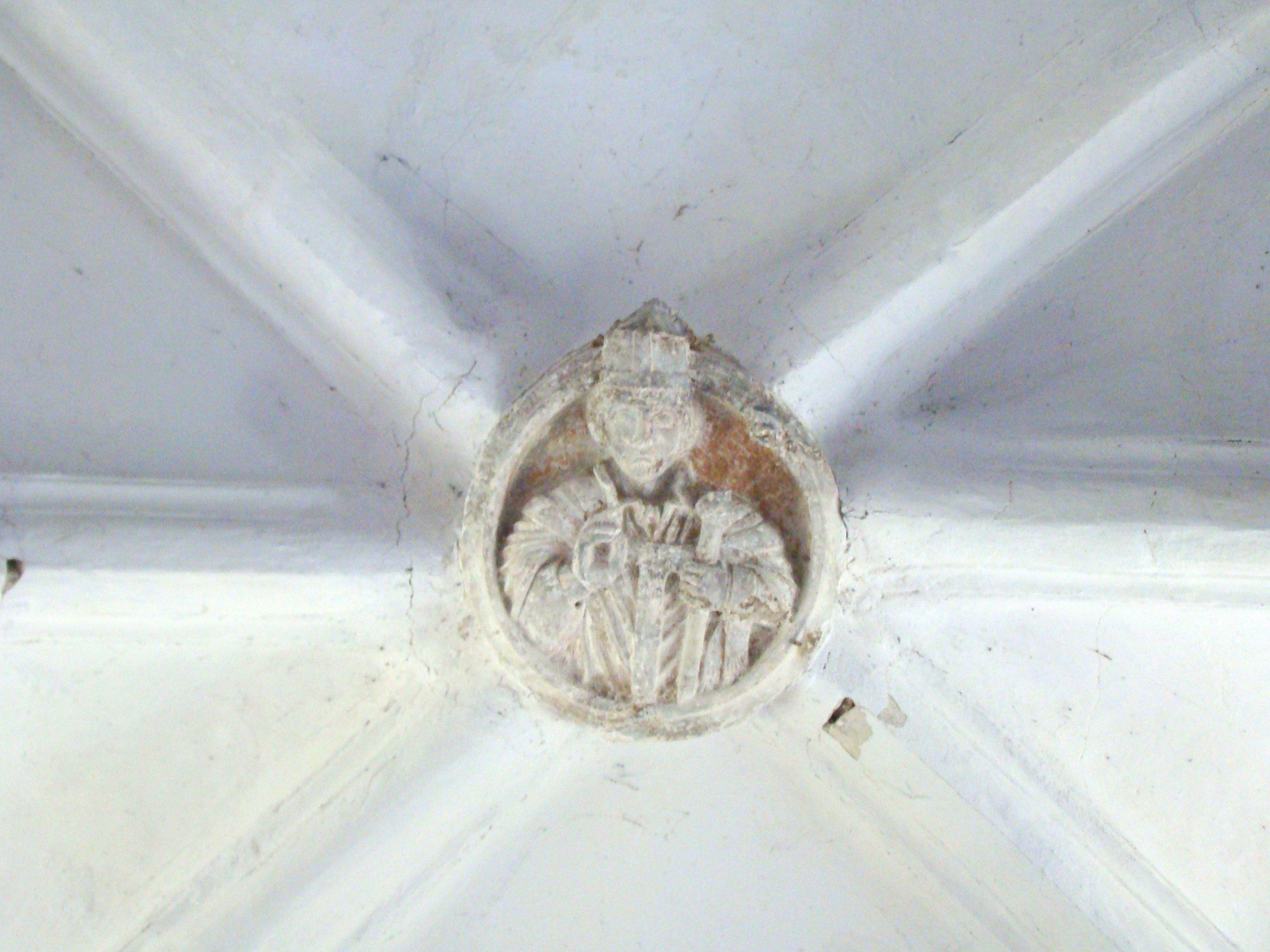
Cheie de boltă
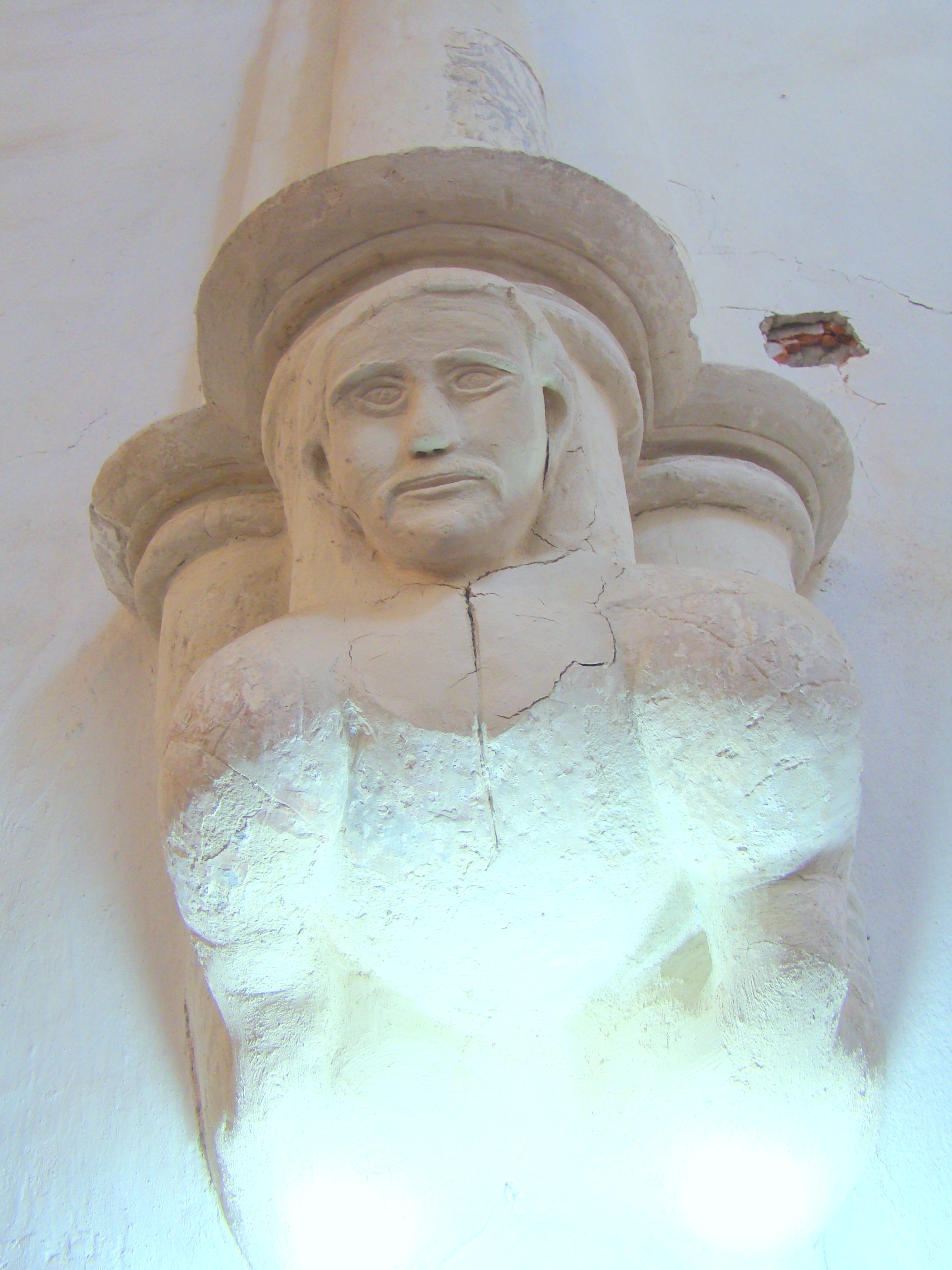
Consolă figurativă
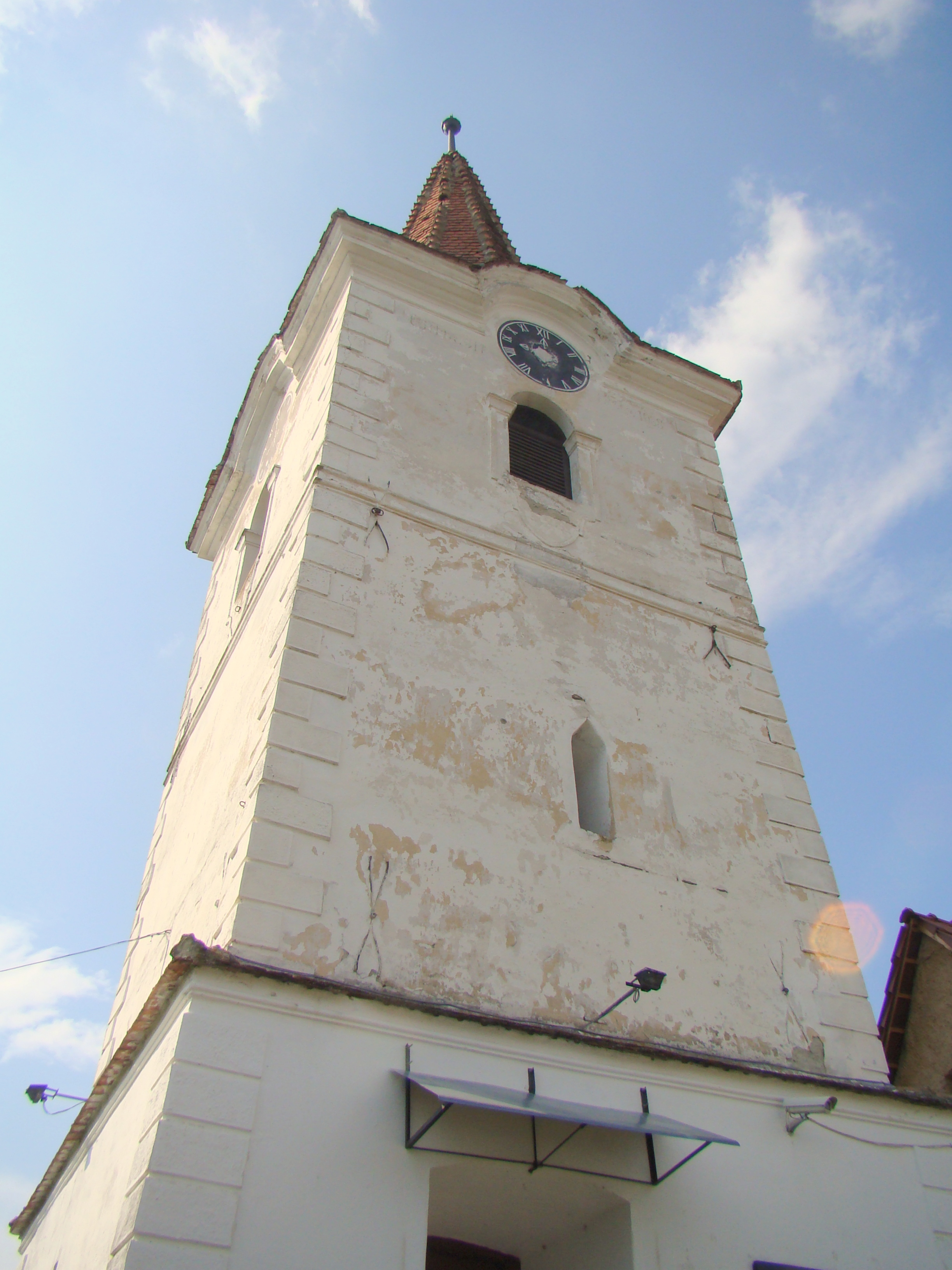
Turnul-clopotniță
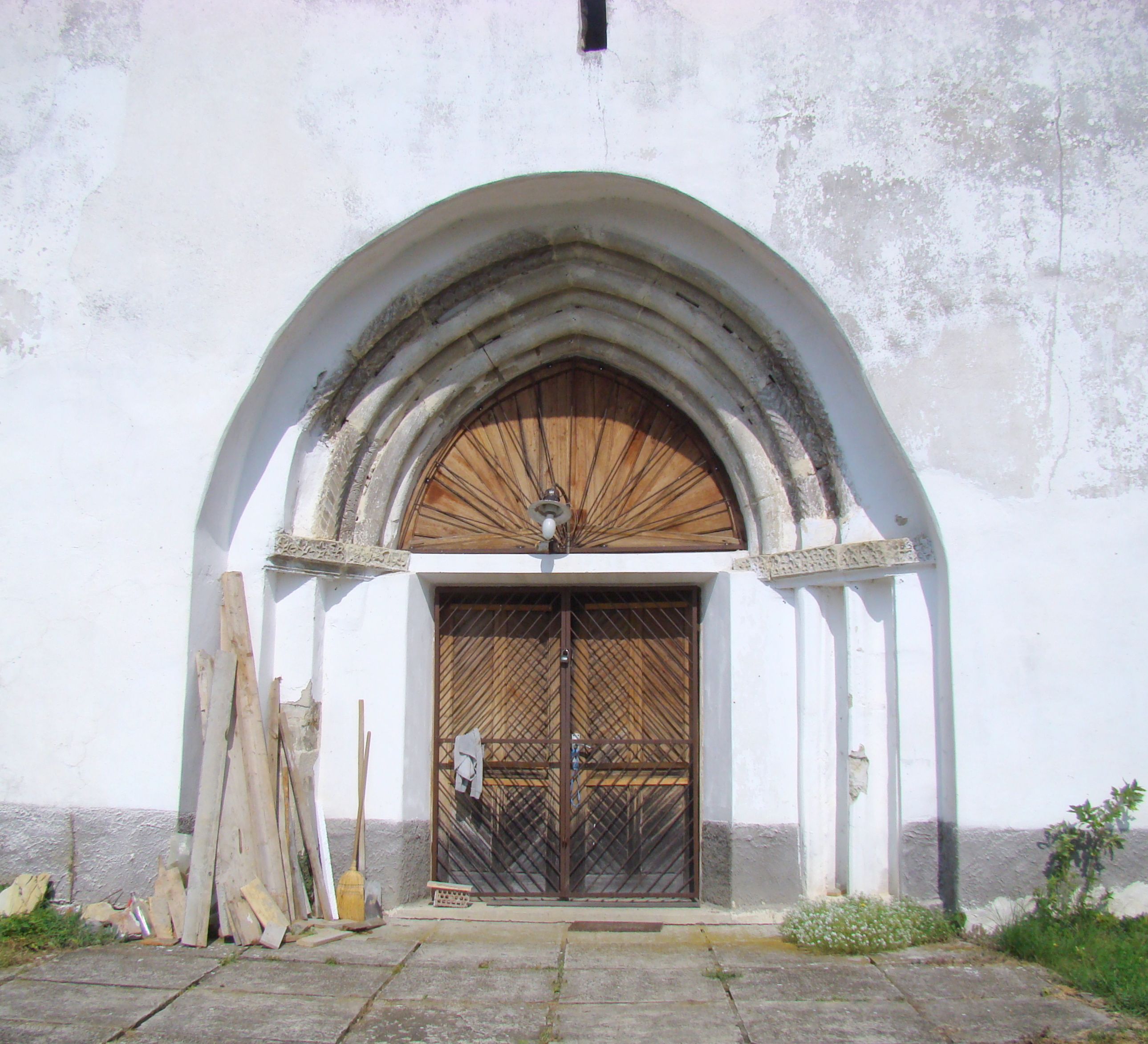
Portalul laturii de vest